# NGC 2507
NGC 2507 (również PGC 22510 lub UGC 4172) – galaktyka spiralna (S0-a), znajdująca się w gwiazdozbiorze Raka. Odkrył ją William Herschel 18 marca 1786 roku.